# Начурал Бриџ (Њујорк)
Начурал Бриџ (енгл. Natural Bridge) насељено је место без административног статуса у америчкој савезној држави Њујорк.

## Демографија
По попису из 2010. године број становника је 365, што је 27 (-6,9%) становника мање него 2000. године.
| Група             | 2000.       | 2010.       |
| Белци             | 363 (92,6%) | 340 (93,2%) |
| Афроамериканци    | 1 (0,3%)    | 4 (1,1%)    |
| Азијати           | 1 (0,3%)    | 1 (0,3%)    |
| Хиспаноамериканци | 12 (3,1%)   | 8 (2,2%)    |
| Укупно            | 392         | 365         |